# Svenska mästerskapen i fälttävlan 1953
Svenska mästerskapen i fälttävlan 1953 avgjordes i Malmö . Tävlingen var den 3:e upplagan av Svenska mästerskapen i fälttävlan.

## Resultat
| Placering | Ryttare      | Häst    |
| --------- | ------------ | ------- |
| 1         | Johan Asker  | Jan     |
| 2         | G Hjertstedt | Big Boy |
| 3         | S Cegrell    | Matador |